# Kasprowy Wierch
El cerro Kasprowy  (en polaco: Kasprowy Wierch, en eslovaco: Kasprov vrch)) es un pico ubicado en los Tatras occidentales, en el límite entre Polonia y Eslovaquia. El pico Kasprovi tiene 1987 metros de altura y es una de las estaciones de esquí más populares de Polonia. Se puede llegar a la cima del Kasprovi en teleférico.

## Historia

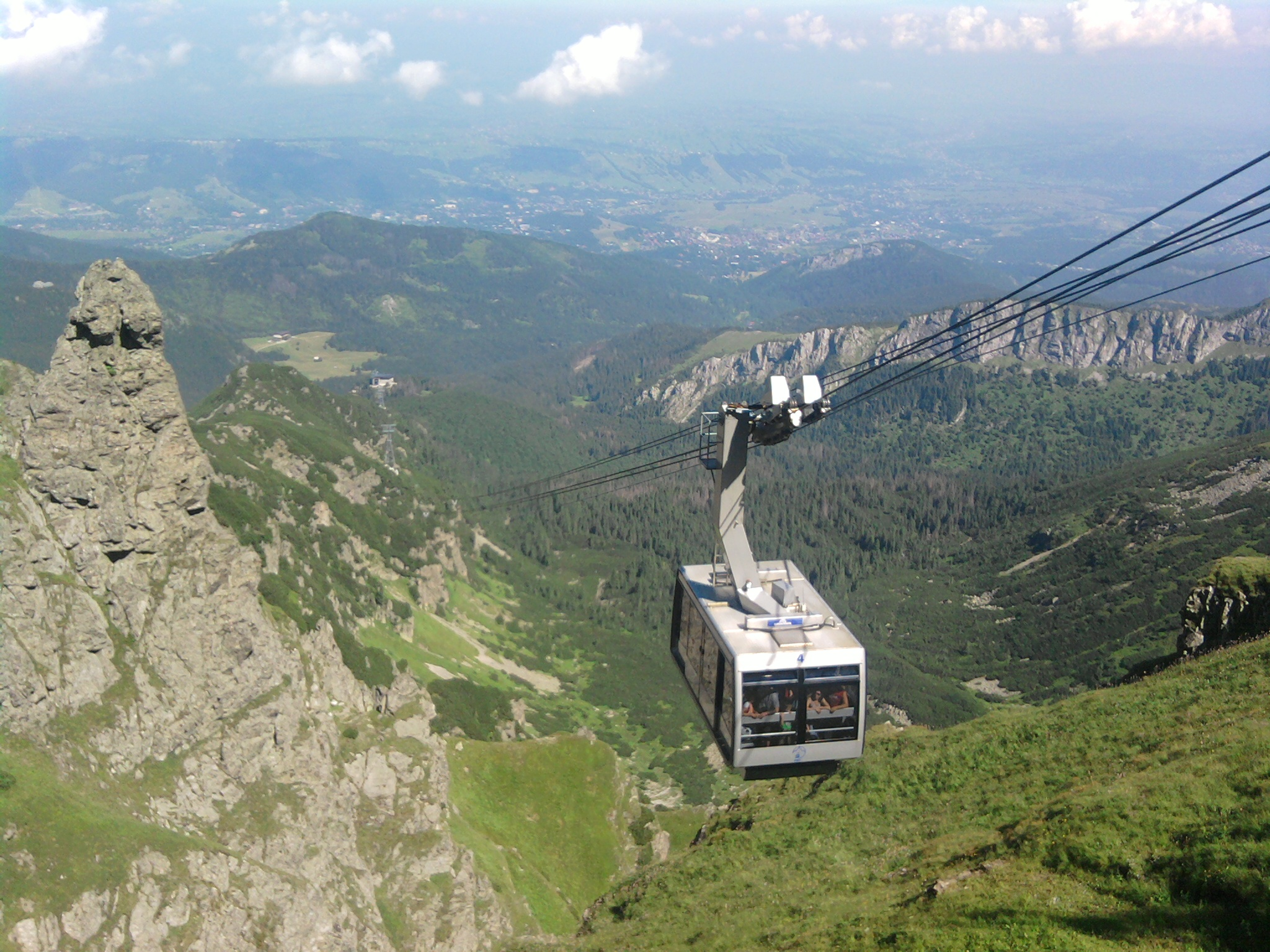
Cable carril del Kasprowy Wierch.

A partir de 1910 el Kasprowy Wierch devino muy popular entre turistas de esquí tanto así que se construyó entre 1935 y 1936 un teleférico, que llega casi hasta la cumbre, el cual es uno de los más antiguos de Europa. En 1938  se construyeron aquí observatorios meteorológicos y astronómicos. Uno del faint Kordylewski nubes, en o circling el L4 y L5 librations puntos de la luna, fue fotografiado desde aquí por Kazimierz Kordylewski en 1961.

## Geografía
La montaña es en el crossroads de cuatro crestas, dos del cual coincide con aceras, incorporando pasos, bounding Polonia y Eslovaquia y en tiempo sin nieve los caminos empinados que encabezan a ambos países del sur y del norte es bastante fácilmente traversable. El ápice leve de las cuatro crestas empinadas (cumbre él) es norte justo de la frontera, el cual está considerado para ser un pariente de línea recto al dos dominante ridges.
Cruzando la frontera entre Polonia y Eslovaquia no es restringidas, desde ambos países son miembros  del Schengen área. Usuarios del cable coches de cambio automovilístico a mitad de camino en su descenso/de ascenso, en montar Miślenicke Turnie. En la estación superior es una información de cafetería/de/restaurante grande  edificio de oficina con ascensores de esquí más lejano exteriores.
La montaña es muy popular entre hikers de Polonia, debido a su accesibilidad fácil, tanto a pie y por el coche de cable. Aun así, es mucho menos visitado del lado de eslovaco, porque el ascenso del poblamiento más cercano en Eslovaquia implica un largo (17 km) aproximación arriba de un valle remoto Tichá dolina.

### Clima
Sin la existencia de un verano, el clima es de tundra (Köppen: ET), cuando encontrado en las áreas más altas de los Alpes.
| Parámetros climáticos promedio de Cerro Kasprowy (1991-2020) | Parámetros climáticos promedio de Cerro Kasprowy (1991-2020) | Parámetros climáticos promedio de Cerro Kasprowy (1991-2020) | Parámetros climáticos promedio de Cerro Kasprowy (1991-2020) | Parámetros climáticos promedio de Cerro Kasprowy (1991-2020) | Parámetros climáticos promedio de Cerro Kasprowy (1991-2020) | Parámetros climáticos promedio de Cerro Kasprowy (1991-2020) | Parámetros climáticos promedio de Cerro Kasprowy (1991-2020) | Parámetros climáticos promedio de Cerro Kasprowy (1991-2020) | Parámetros climáticos promedio de Cerro Kasprowy (1991-2020) | Parámetros climáticos promedio de Cerro Kasprowy (1991-2020) | Parámetros climáticos promedio de Cerro Kasprowy (1991-2020) | Parámetros climáticos promedio de Cerro Kasprowy (1991-2020) | Parámetros climáticos promedio de Cerro Kasprowy (1991-2020) |
| Mes                                                          | Ene.                                                         | Feb.                                                         | Mar.                                                         | Abr.                                                         | May.                                                         | Jun.                                                         | Jul.                                                         | Ago.                                                         | Sep.                                                         | Oct.                                                         | Nov.                                                         | Dic.                                                         | Anual                                                        |
| ------------------------------------------------------------ | ------------------------------------------------------------ | ------------------------------------------------------------ | ------------------------------------------------------------ | ------------------------------------------------------------ | ------------------------------------------------------------ | ------------------------------------------------------------ | ------------------------------------------------------------ | ------------------------------------------------------------ | ------------------------------------------------------------ | ------------------------------------------------------------ | ------------------------------------------------------------ | ------------------------------------------------------------ | ------------------------------------------------------------ |
| Temp. máx. abs. (°C)                                         | 7.2                                                          | 9.9                                                          | 9.4                                                          | 14.2                                                         | 18.7                                                         | 22.6                                                         | 23.4                                                         | 22.5                                                         | 19.8                                                         | 16.9                                                         | 13.9                                                         | 8.8                                                          | 23.4                                                         |
| Temp. máx. media (°C)                                        | -4.6                                                         | -5.0                                                         | -3.3                                                         | 1.2                                                          | 6.0                                                          | 10.1                                                         | 12.1                                                         | 12.3                                                         | 7.5                                                          | 3.9                                                          | 0.0                                                          | -3.5                                                         | 3.1                                                          |
| Temp. media (°C)                                             | -7.4                                                         | -7.8                                                         | -6.1                                                         | -1.6                                                         | 3.0                                                          | 6.7                                                          | 8.6                                                          | 8.9                                                          | 4.6                                                          | 1.2                                                          | -2.6                                                         | -6.1                                                         | 0.1                                                          |
| Temp. mín. media (°C)                                        | -10.1                                                        | -10.5                                                        | -8.7                                                         | -4.0                                                         | 0.6                                                          | 4.1                                                          | 6.0                                                          | 6.4                                                          | 2.2                                                          | -1.3                                                         | -5.0                                                         | -8.8                                                         | -2.4                                                         |
| Temp. mín. abs. (°C)                                         | -30.2                                                        | -29.1                                                        | -27.9                                                        | -18.1                                                        | -13.0                                                        | -7.6                                                         | -3.1                                                         | -4.5                                                         | -8.2                                                         | -15.2                                                        | -24.8                                                        | -28.0                                                        | -30.2                                                        |
| Precipitación total (mm)                                     | 105.1                                                        | 98.0                                                         | 112.7                                                        | 127.3                                                        | 186.0                                                        | 208.0                                                        | 248.1                                                        | 171.6                                                        | 158.5                                                        | 123.4                                                        | 117.6                                                        | 107.5                                                        | 1763.8                                                       |
| Nevadas (cm)                                                 | 2874.3                                                       | 3694.1                                                       | 4746.0                                                       | 4435.5                                                       | 1554.7                                                       | 106.2                                                        | 1.9                                                          | 3.0                                                          | 111.7                                                        | 250.7                                                        | 695.1                                                        | 1735.3                                                       | 20208.5                                                      |
| Días de lluvias (≥ 1 mm)                                     | 14.5                                                         | 14.0                                                         | 15.3                                                         | 13.9                                                         | 16.9                                                         | 16.3                                                         | 16.6                                                         | 12.7                                                         | 12.2                                                         | 13.0                                                         | 13.6                                                         | 14.9                                                         | 173.9                                                        |
| Días de nevadas (≥ 1 mm)                                     | 31.0                                                         | 28.3                                                         | 30.9                                                         | 30.0                                                         | 20.6                                                         | 3.3                                                          | 0.4                                                          | 0.4                                                          | 5.9                                                          | 13.7                                                         | 21.3                                                         | 30.6                                                         | 216.4                                                        |
| Horas de sol                                                 | 88.9                                                         | 91.2                                                         | 117.1                                                        | 154.1                                                        | 157.5                                                        | 153.8                                                        | 166.5                                                        | 179.3                                                        | 130.8                                                        | 121.3                                                        | 83.8                                                         | 80.7                                                         | 1525                                                         |
| Humedad relativa (%)                                         | 77.6                                                         | 80.5                                                         | 83.8                                                         | 84.3                                                         | 86.8                                                         | 87.7                                                         | 86.6                                                         | 84.5                                                         | 86.2                                                         | 80.9                                                         | 82.0                                                         | 78.6                                                         | 83.3                                                         |
| Fuente: meteomodel.pl                                        |                                                              |                                                              |                                                              |                                                              |                                                              |                                                              |                                                              |                                                              |                                                              |                                                              |                                                              |                                                              |                                                              |

## Coches de cable y chairlifts
Los coches de cable son extremadamente populares y los turistas regularmente tienen que espera hasta 3 horas para comprar ticket – aproximadamente el mismo tiempo tome para ascender la montaña a pie. El cable el servicio automovilístico ha causado protestas y preocupaciones medioambientales en 1935 y 2006.
En 1961–1962 y en 1967–1968 chairlifts estuvo construido en las pendientes y ellos corren en dos secciones.

## Galería

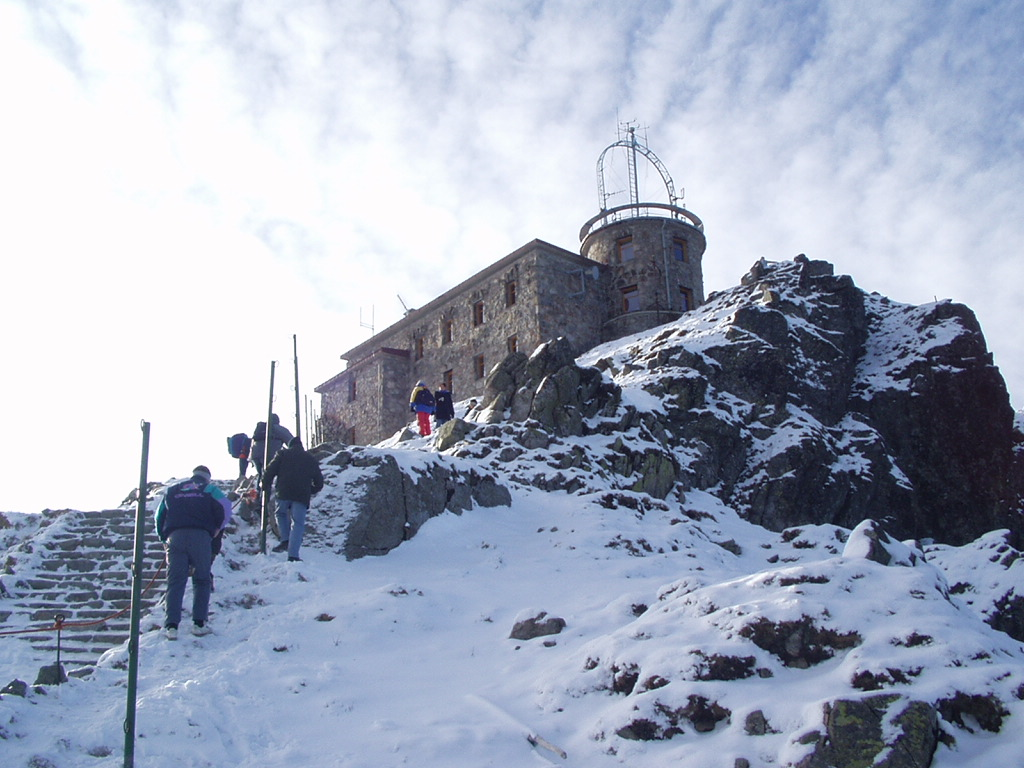
Una estación de tiempo arriba de Kasprowy Wierch
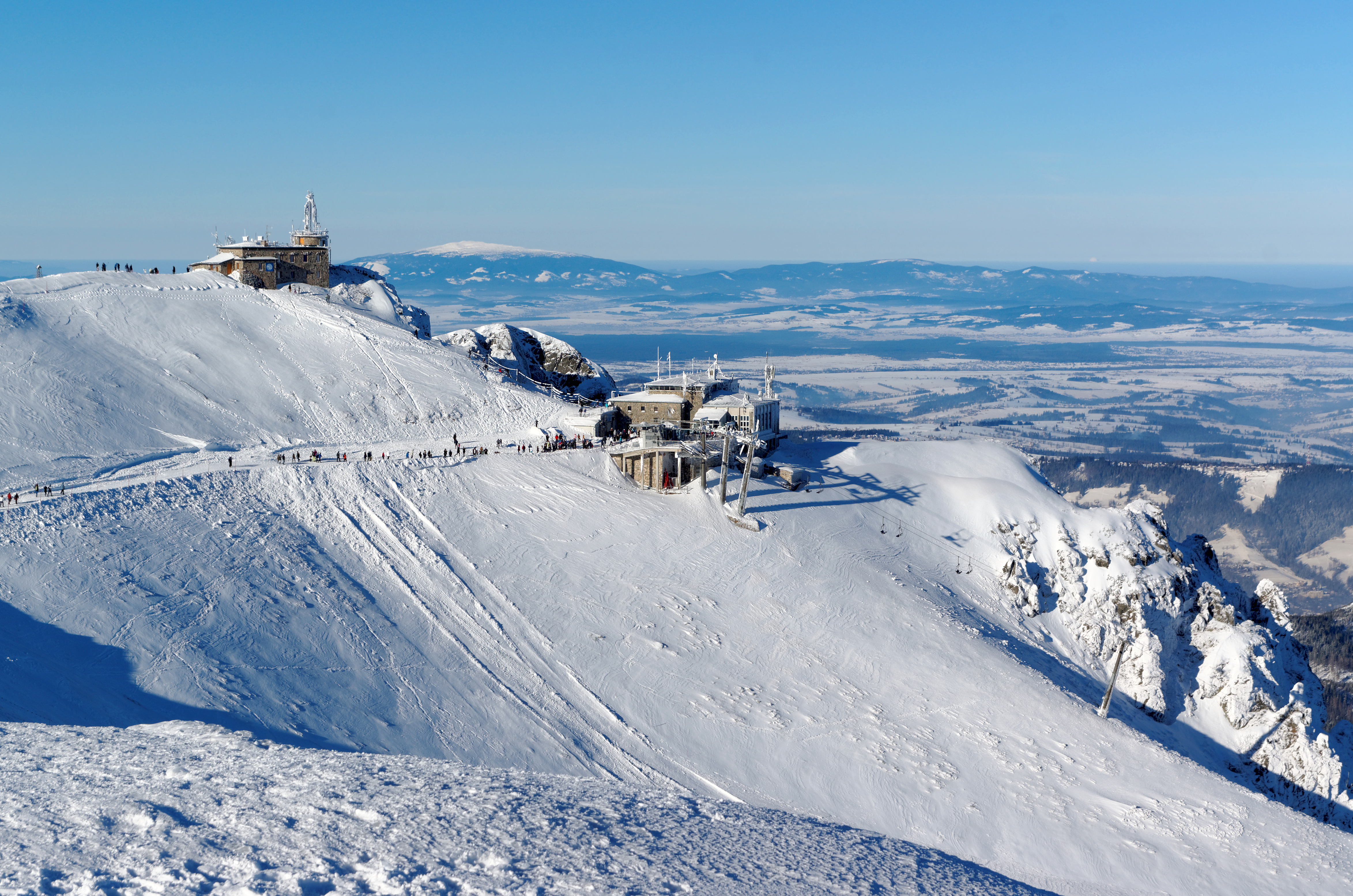
Kasprowy Wierch En invierno
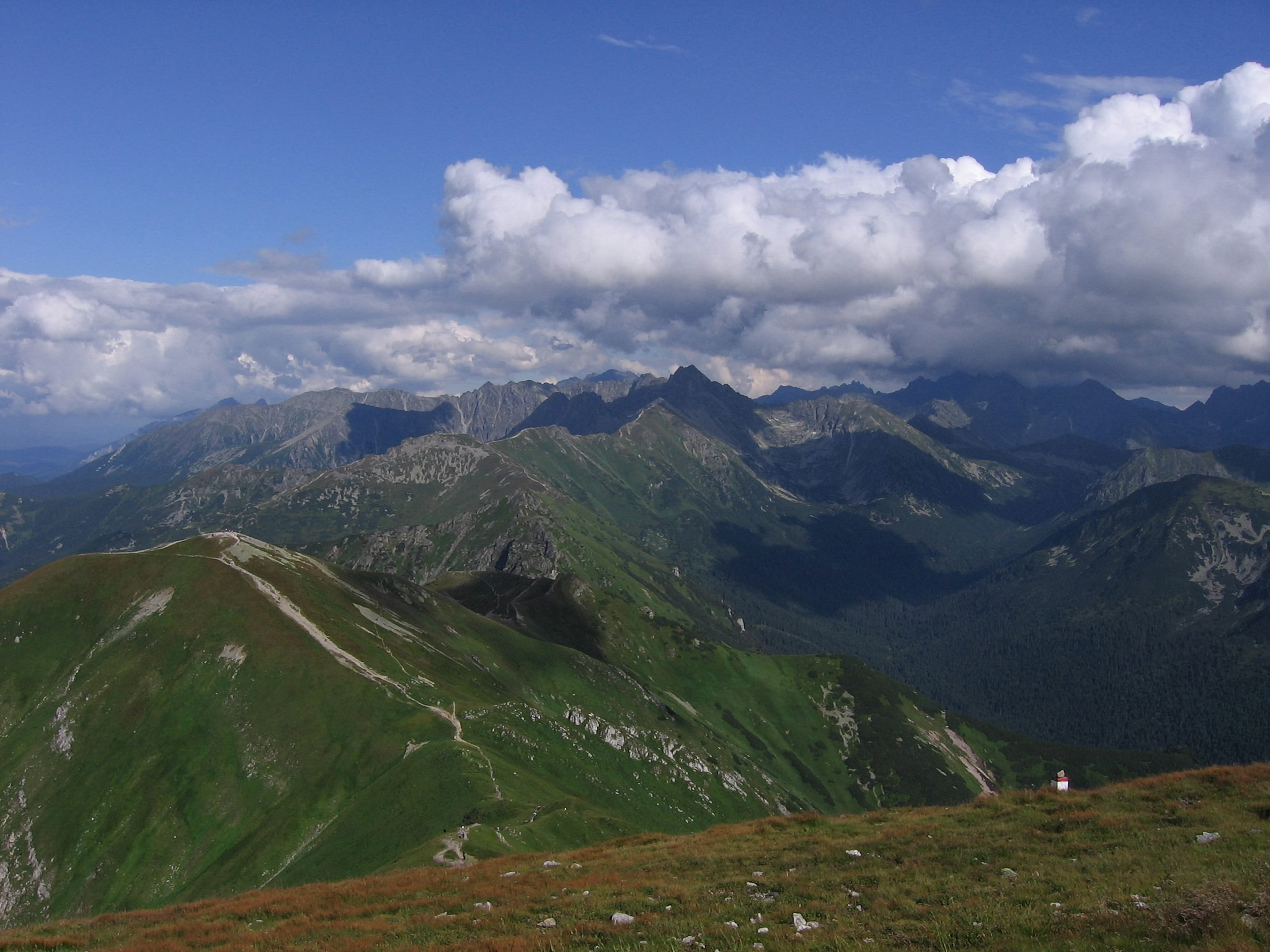
Kasprowy Wierch visto de Malolaczniak
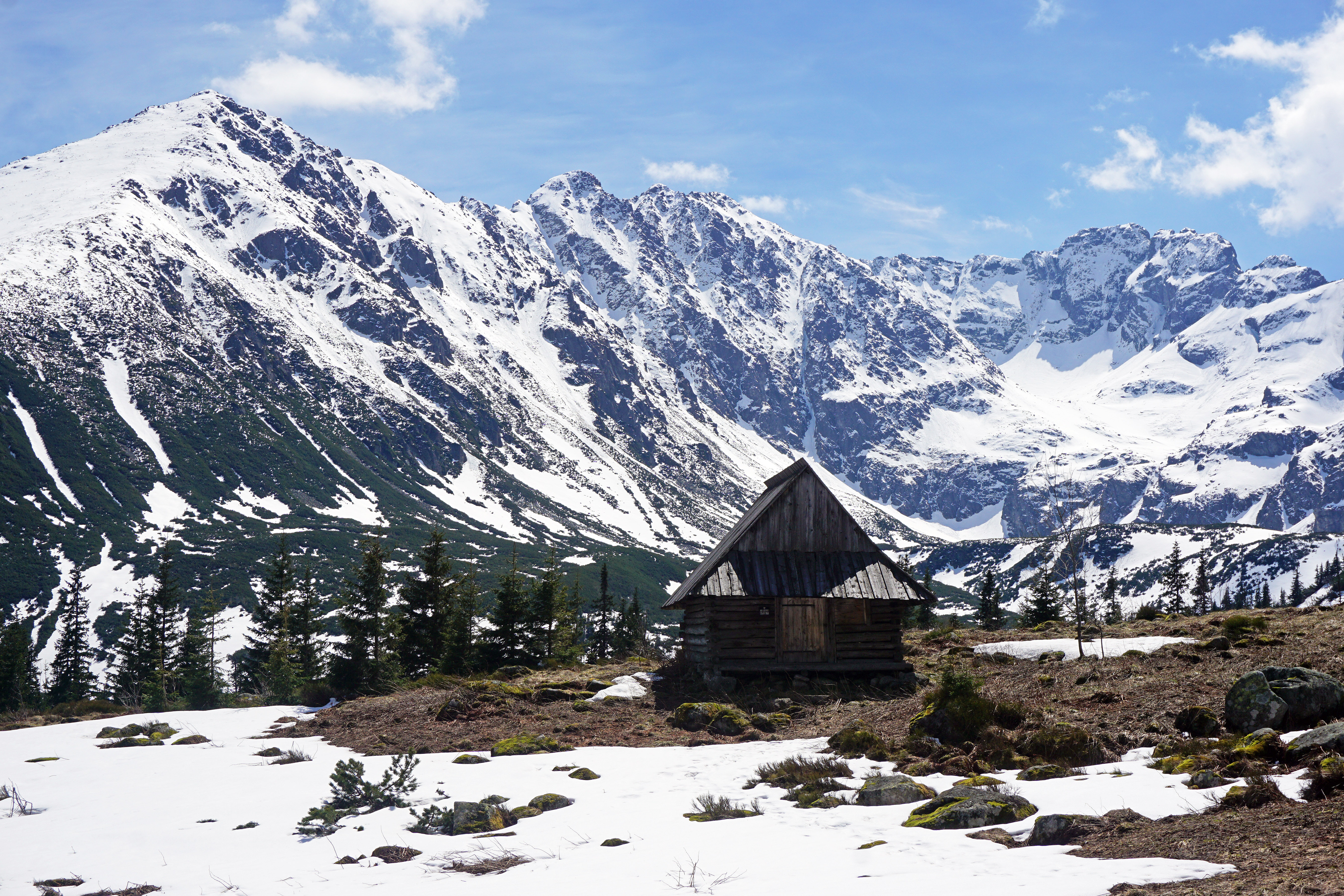
Kasprowy Wierch cottage
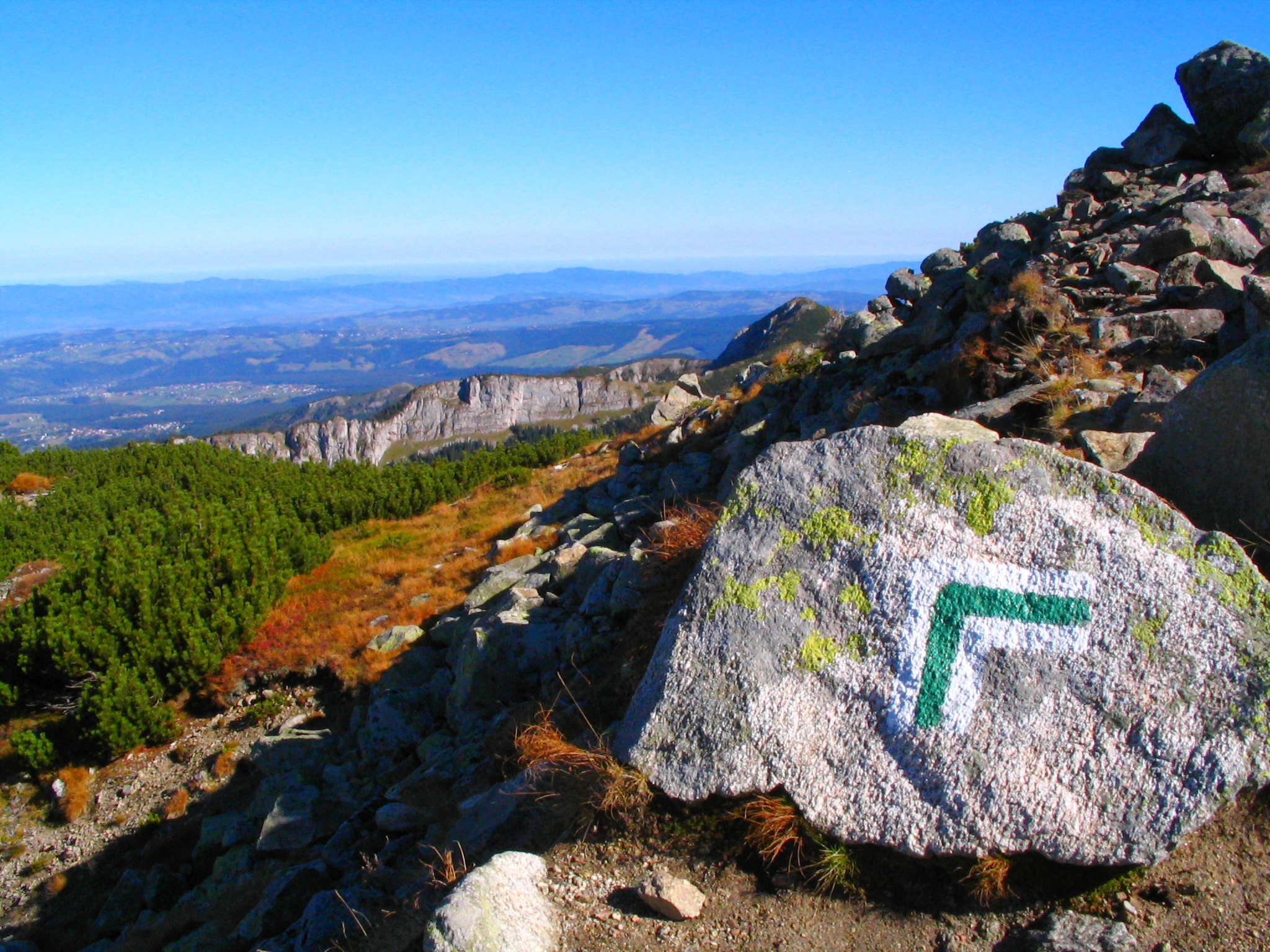
Estela de montaña a Kasprowy Wierch